# Phytomyza hyalipennis
Phytomyza hyalipennis este o specie de muște din genul Phytomyza, familia Agromyzidae. A fost descrisă pentru prima dată de Johann Wilhelm Meigen în anul 1838.
Este endemică în Germania. Conform Catalogue of Life specia Phytomyza hyalipennis nu are subspecii cunoscute.